# 3+2 (groupe biélorusse)
Pour les articles homonymes, voir 3+2.

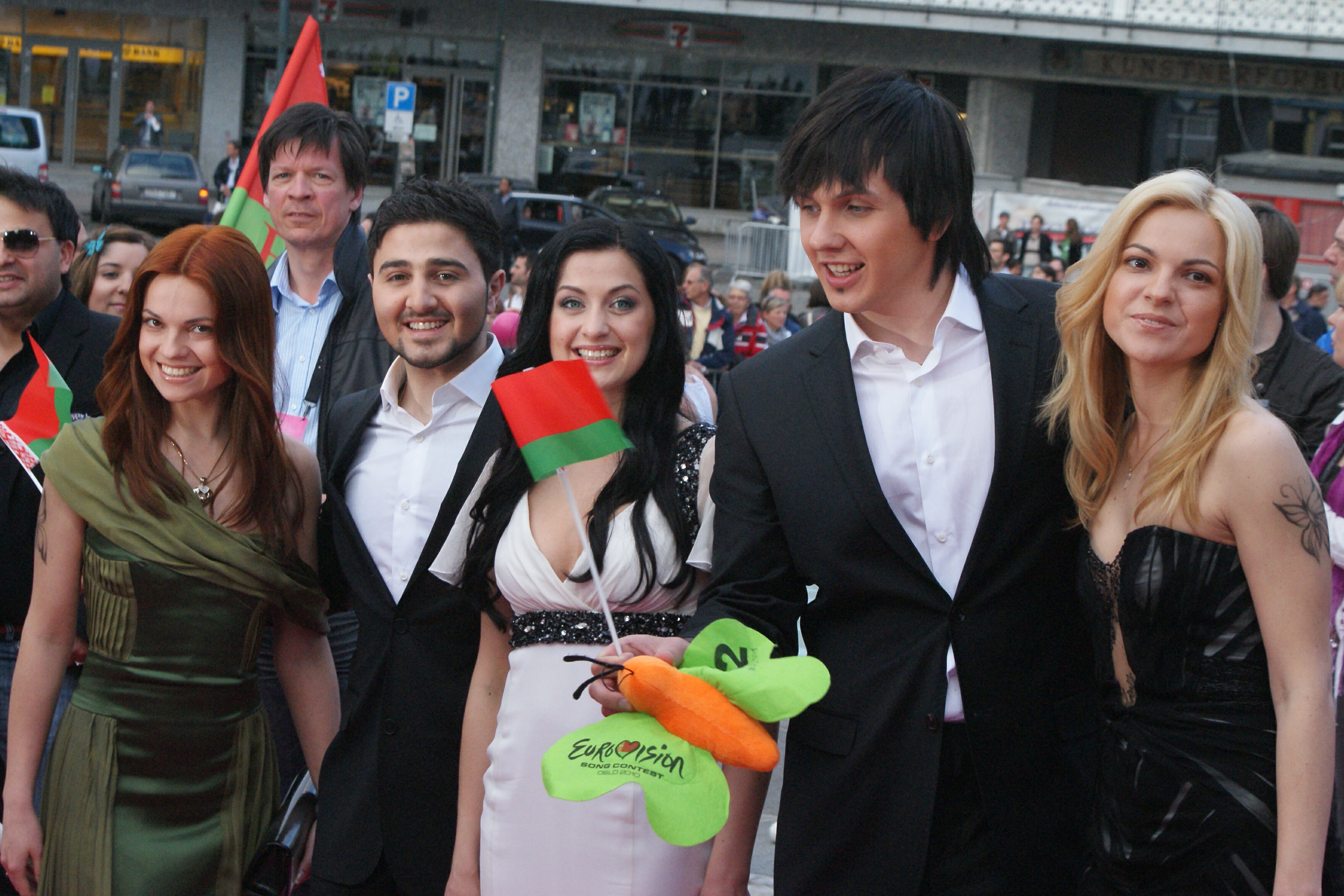
3+2

3+2 est un groupe biélorusse composé d'Artsem Mikhalenka (fa), Elguiazar Farachian (en) et Ioulia Chisko, accompagnés des choristes Aliona et Ninel Karpovitch (en). Ils ont représenté la Biélorussie au Concours Eurovision de la chanson en 2010 avec la chanson Butterflies, et se sont qualifiés pour la finale du 29 mai 2010. Ils ont terminé à l’avant-dernière place avec seulement 18 points.